# هنري هودج
هنري هودج (بالإنجليزية: Henry Hodge)‏ هو قاضي بريطاني، ولد في 12 يناير 1944 في بيتربرة في المملكة المتحدة، وتوفي في 18 يونيو 2009 في مستشفى الكلية الجامعية في المملكة المتحدة بسبب ابيضاض الدم.